# Тимъти Гуд
Тимати Гуд (на английски: Timothy Good) е популярен британски изследовател на НЛО. Издава няколко книги с НЛО тематика.

## Биография
Роден е в Лондон. Завършва академия за виолист, но влечението му към феномена НЛО го кара да се захване с алтернативна професия, а именно уфолог. Кариерата му на уфолог започва през 1955 след като присъства на лекция за авиация и космически изследвания. През 1961 интересът му се засилва след като прочита няколко книги за феномена и по астрономия. През 1973 има желание да прекара един ден с президента Никсън, но не се получава.